# SN 2006lx
SN 2006lx – supernowa typu Ia odkryta 16 września 2006 roku w galaktyce A023010-0806. Jej maksymalna jasność wynosiła 22,34m.